# Bell XV-3
Bell XV-3 (Bell 200) là một loại máy bay động cơ roto nghiêng, được Bell Helicopter phát triển cho một chương trình nghiên cứu chung giữa Không quân Hoa Kỳ và Lục quân Hoa Kỳ nhằm tìm hiểu công nghệ máy bay hoán đổi.

## Tính năng kỹ chiến thuật (XV-3)
Dữ liệu lấy từ NASA Monograph 17 and Aerophile, Vol. 2, No. 1.
Đặc điểm tổng quát
- Kíp lái: 1
- Chiều dài: 30 ft 4 in (9.2 m)
- Sải cánh: 31 ft 4 in (9.5 m)
- Đường kính rô-to chính:  2×  25 ft 0 in (7.6 m)
- Chiều cao: 13 ft 3 in (4.0 m)
- Diện tích cánh: 116 ft2 (10.8 m2)
- Trọng lượng rỗng: 4.205 lb (1.907 kg)
- Trọng lượng có tải: 4.890 lb (2.218 kg)
- Động cơ: 1 × Pratt & Whitney R-985-AN-1, 450 hp (336 kW) mỗi chiếc

Hiệu suất bay
- Vận tốc cực đại: 184 mph (296 km/h)
- Vận tốc hành trình: 167 mph (269 km/h)
- Tầm bay: 255 dặm (411 km)
- Trần bay: 15.000 ft (4.600 m)
- Vận tốc lên cao: 1.260 ft/min (6,3 m/s)